# Timing (Musik)
Mit Timing bezeichnet man in der musikalischen Praxis die Fähigkeit eines Musikers, den Takt zu halten, im Rhythmus zu spielen, die Töne des Musikstückes jeweils genau zum richtigen Zeitpunkt mit dem richtigen Zeitwert zu spielen.

## Anwendung
Nicht nur im Jazz und verwandten Musikstilen ist neben der Phrasierung eine spezifische und individuelle Behandlung der Zeitwerte essentiell für den musikalischen Ausdruck. 
Neben dem Erfordernis, die in der Komposition definierten Notenzeiten und Notenwerte genau zu spielen, gibt es minimale Abweichungen vom notierten oder gedachten Zeitpunkt in beide Richtungen einer gedachten linearen Zeitachse (siehe Off-Beat).
Hat ein Musiker Schwierigkeiten, den exakten Zeitpunkt zu treffen, so spricht man von Taktschwierigkeiten, von mangelndem Takt- oder Rhythmusgefühl oder auch von Timingproblemen. Große Orchester vermeiden Taktschwierigkeiten auf Grund sich fortpflanzender Fehler bei der zeitlichen Wahrnehmung der Musiker, indem sie sich optisch an einem Dirigenten oder Stabführer orientieren.